# Басария, Ника
Ника Басария (бел. Ніка Басарыя; род. 21 сентября 1999, Минск) — белорусский футболист, защитник клуба «Шевардени-1906».

## Клубная карьера
Воспитанник минского «Динамо». В юношеском возрасте нередко попадал на стажировки и просмотры в зарубежные клубы, а в июне 2016 года присоединился к испанскому клубу «Корнелья», где тренировался с молодежной командой.
В январе 2018 года находился на просмотре в тбилисском «Динамо», однако в итоге первую половину 2018 года провел в дубле минского «Луча», а во второй половине тренировался в структуре махачкалинском «Анжи». В начале 2019 года проходил просмотр в «Ислочи», но не подошел. Позже пытался устроиться в испанской «Бадалоне».
С июля 2019 года находился на просмотре в «Витебске» и в августе подписал контракт с клубом. Дебютировал в Высшей лиге 31 августа 2019 года, выйдя на замену во втором тайме в матче против «Слуцка» (0:3). В дальнейшем редко появлялся в основной команде, чаще выступал за дублирующий состав. В феврале 2020 года покинул витебский клуб.
В 2021 году стал игроком грузинского клуба «Шевардени-1906».

## Международная карьера
В составе юношеской сборной Беларуси в марте 2015 года оказался в элитном раунде чемпионата Европы, однако на поле не выходил. В сентябре-октябре того же года уже играл в отборочном раунде чемпионата Европы следующего цикла.
26 марта 2019 года дебютировал за молодежную сборную Беларуси, когда вышел на поле в конце товарищеского матча против Литвы (1:0).

## Статистка выступлений
| Сезон    | Дивизион | Клуб        | Страна   | Матчи | Голы |
| -------- | -------- | ----------- | -------- | ----- | ---- |
| 2018 (1) | дубль    | Луч (Минск) | Беларусь | 9     | 0    |
| 2019 (2) | Д1       | Витебск     | Беларусь | 5     | 0    |